# La Marraine de Charley (film, 1925)
Pour les articles homonymes, voir La Marraine de Charley.

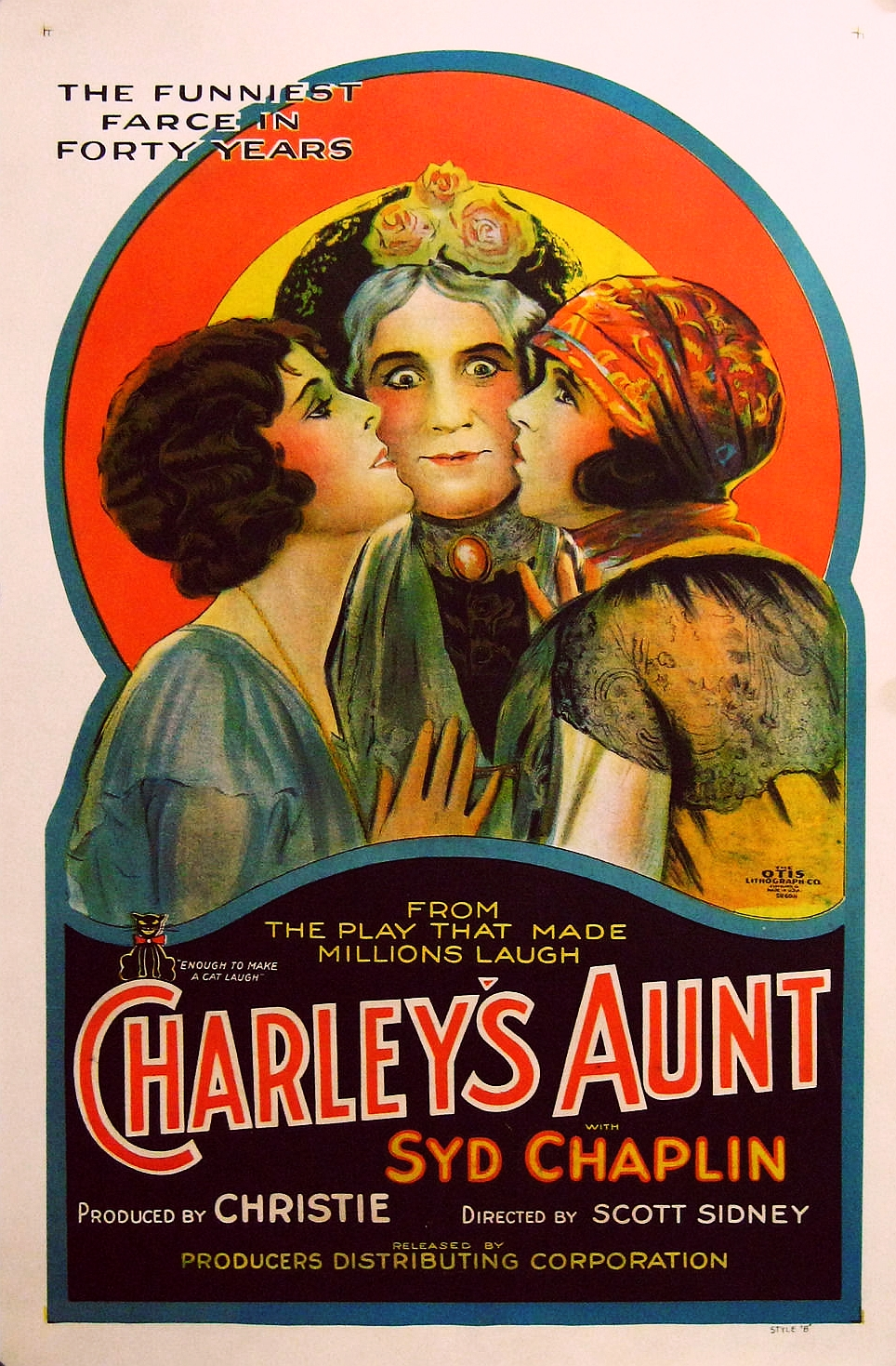
Affiche du film.

La Marraine de Charley (Charley's Aunt) est un film américain réalisé par Scott Sidney, sorti en 1925.
Il s'agit d'une adaptation de la farce éponyme de Brandon Thomas, écrite en 1892, qui raconte l'histoire d'un étudiant de l'Université d'Oxford qui se travestit en femme pour tromper un visiteur. Cette pièce, qui figurait parmi plusieurs adaptations cinématographiques, fut à nouveau adaptée par Columbia Pictures en film sonore en 1930. Le film fut un succès commercial, rapportant plus d'un demi-million de dollars. Il connut notamment un grand succès en Allemagne, où il fut distribué par la grande société cinématographique UFA.

## Fiche technique
- Réalisation : Scott Sidney

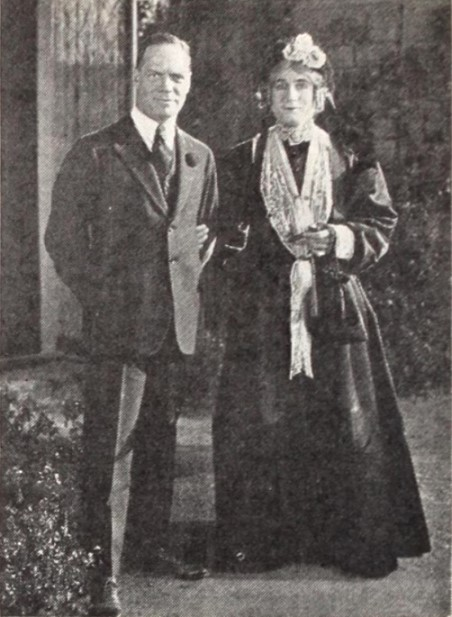
Le vice président du studio John Flinn avec Sydney Chaplin.

- Scénario : Joseph Farnham, F. McGrew Willis d'après la pièce La Marraine de Charley de Brandon Thomas
- Producteur : Al Christie
- Production : Christie Film Company
- Photographie : Paul Garnett, Gus Peterson
- Distributeur : Columbia Pictures
- Durée : 80 minutes (8 bobines)[1]
- Date de sortie : 
  - États-Unis : 8 février 1925

## Distribution

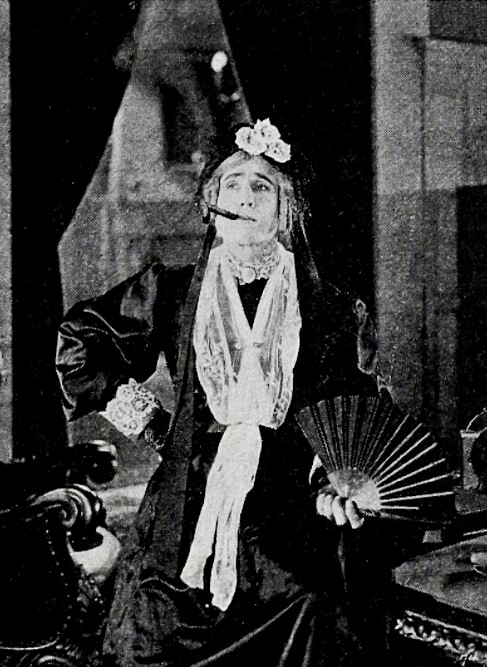
Sydney Chaplin déguisé dans une scène du film.

- Syd Chaplin : Sir Fancourt Babberley
- Ethel Shannon : Ela Delahay
- James E. Page : Spettigue
- Lucien Littlefield : Brasset, the Scout
- Alec B. Francis : Mr. Delahay
- Phillips Smalley : Sir Francis Chesney
- Eulalie Jensen : la tante de  Charley
- David James : Jack Chesney
- James Harrison : Charley Wykeham
- Mary Akin : Amy Spettigue
- Priscilla Bonner : Kitty Verdun
- George B. French : Spettigue's Business Associate
- Blanche Payson : Lady in flowered hat
- Leo White : Bogus Lottery Award Presenter